# Taouey
La Taouey (ou Touey) est un cours d'eau du nord-ouest du Sénégal.  C'est une rivière canalisée qui relie le lac de Guiers au fleuve Sénégal.

## Histoire

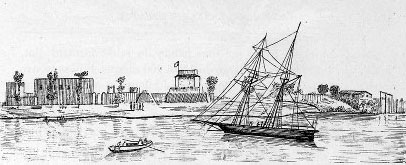
Le fort de Richard-Toll, au confluent du Sénégal et de la Taouey (illustration de Côte occidentale d'Afrique, 1890)

Au XIXe siècle le fort de Richard-Toll a été construit au confluent de la Taouey avec le fleuve Sénégal. Le château du gouverneur Jacques François Roger – surnommé « la folie du baron Roger » – , se trouve à proximité du pont sur la Taouey.
L'ancien marigot a été rectifié en 1974 pour un meilleur remplissage en eau du lac.